# Лі Ю Бін
Лі Ю Бін (кор. 이유빈) — південнокорейська ковзанярка, спеціалістка з бігу на короткій доріжці, олімпійська чемпіонка, чемпіонка світу. 
Золоту олімпійську медаль та звання олімпійської чемпіонки Кім виборола на Пхьончханській олімпіаді 2018 року в складі корейської команди в естафеті 3000 м, хоча не брала участі у фінальному забігові.

## Олімпійські ігри
| Рік  | Місто                     | 500 метрів | 1000 метрів | 1500 метрів | Е | ЗЕ  |
| ---- | ------------------------- | ---------- | ----------- | ----------- | - | --- |
| 2018 | Пхьончхан, Південна Корея | —          | —           | —           | 1 | Н/Д |
| 2022 | Пекін, Китай              | 26         | 6           |             | 2 | 9   |

## Зовнішні посилання
- Досьє на сайті Міжнародного союзу ковзанярів [Архівовано 1 травня 2018 у Wayback Machine.]

## Виноски
1. 1 2 3  https://www.shorttrack.swisstiming.com/Entries.aspx?evt=11213100000124
2. 1 2  https://isu.org/docman-documents-links/isu-files/event-documents/short-track-2/2023-24-4/world-cups-26/announcements-156/32192-isu-world-cup-short-track-speed-skating-montreal-18-10-2023-entries/file
3. ↑  https://www.youtube.com/watch?v=dLzY8fHCHDk
4. ↑  Women's 3000 metre relay results. Архів оригіналу за 21 лютого 2018. Процитовано 30 квітня 2018.